# Istočnofrizijski saski jezik
Istočnofrizijski jezik (ISO 639-3: frs; ostfriesisch), germanski jezik donjonjemačke skupine. Naziv je dobio prema govornome području Istočne Frizije, zbog kojega je prethodno bio smatran frizijskim jezikom.
Govorilo ga je 11 000 ljudi u Njemačkoj (1976 Stephens); 2 000 u Njemačkoj (2003; ukupno 6 370 uključujući SAD i Kanadu). U Njemačkoj se govori u Schleswig-Holsteinu, Ostfrieslandu, oko gradova Emden i Oldenburg u Donjoj Saskoj, i Saterlandu, Jeverlandu i Butjadingenu.

## Vanjske poveznice
- Ethnologue (15th)
- The Frisian, Eastern Language